# Sue Mapstone
Sue Mapstone (eigentlich Susan Lesley Mapstone; * 16. Dezember 1956) ist eine ehemalige britische Fünfkämpferin.
Bei den British Commonwealth Games 1974 in Christchurch wurde sie für England startend Siebte.
1978 gewann sie Silber bei den Commonwealth Games in Edmonton und kam bei den Leichtathletik-Europameisterschaften in Prag auf den 17. Platz.

## Persönliche Bestleistungen
- Weitsprung: 6,12 m, 31. Mai 1975, London
- Fünfkampf: 4187 Punkte, 6. August 1978, Edmonton
- Siebenkampf: 4784	Punkte, 15. August 1982, London